# Macrostomion malayense
Macrostomion malayense är en stekelart som beskrevs av David Timmins Fullaway 1919. 
Macrostomion malayense ingår i släktet Macrostomion och familjen bracksteklar. Inga underarter finns listade i Catalogue of Life.